# Herfstlandschap met uitzicht op het Steen

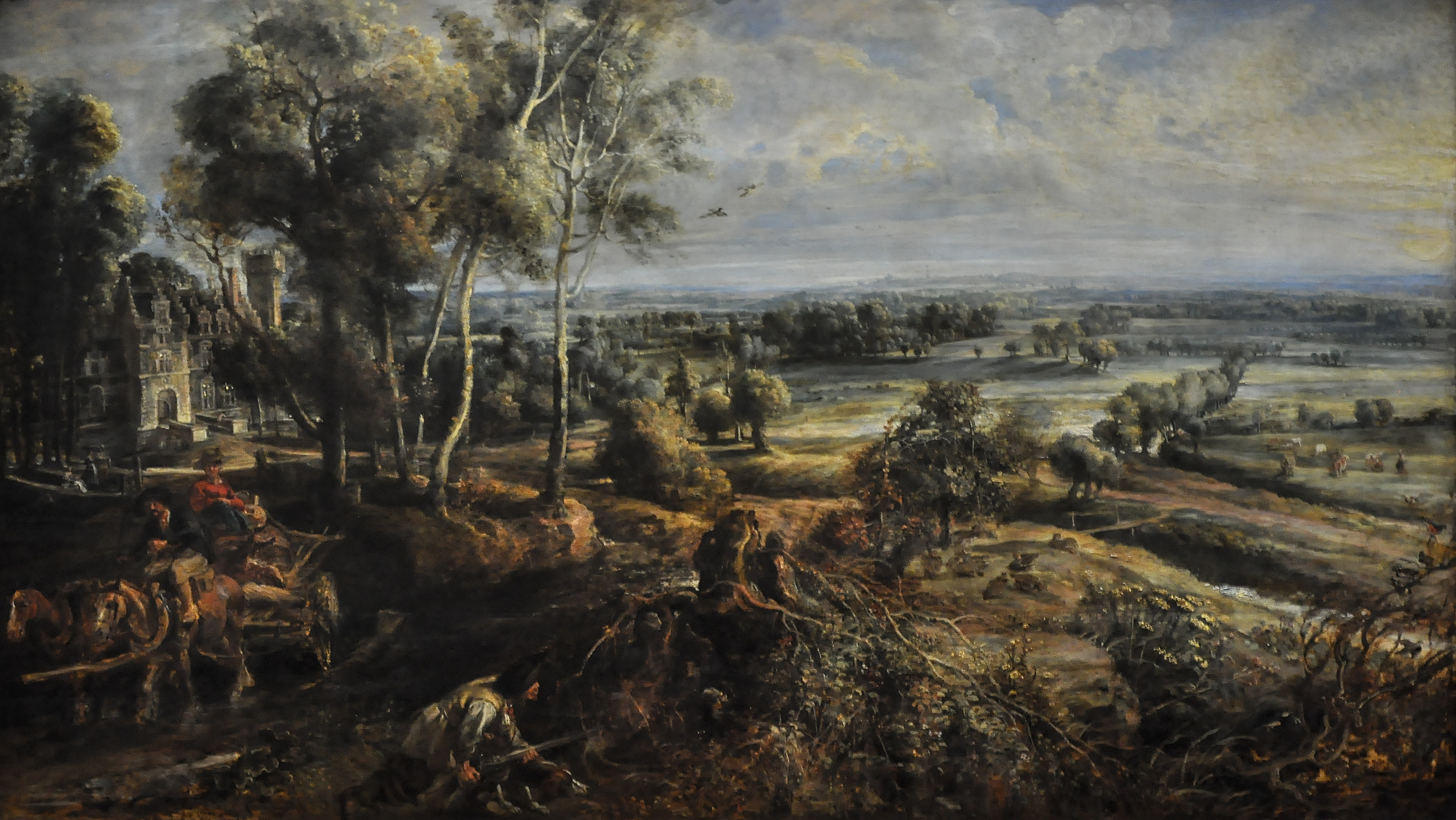
Herfstlandschap met uitzicht op het Steen

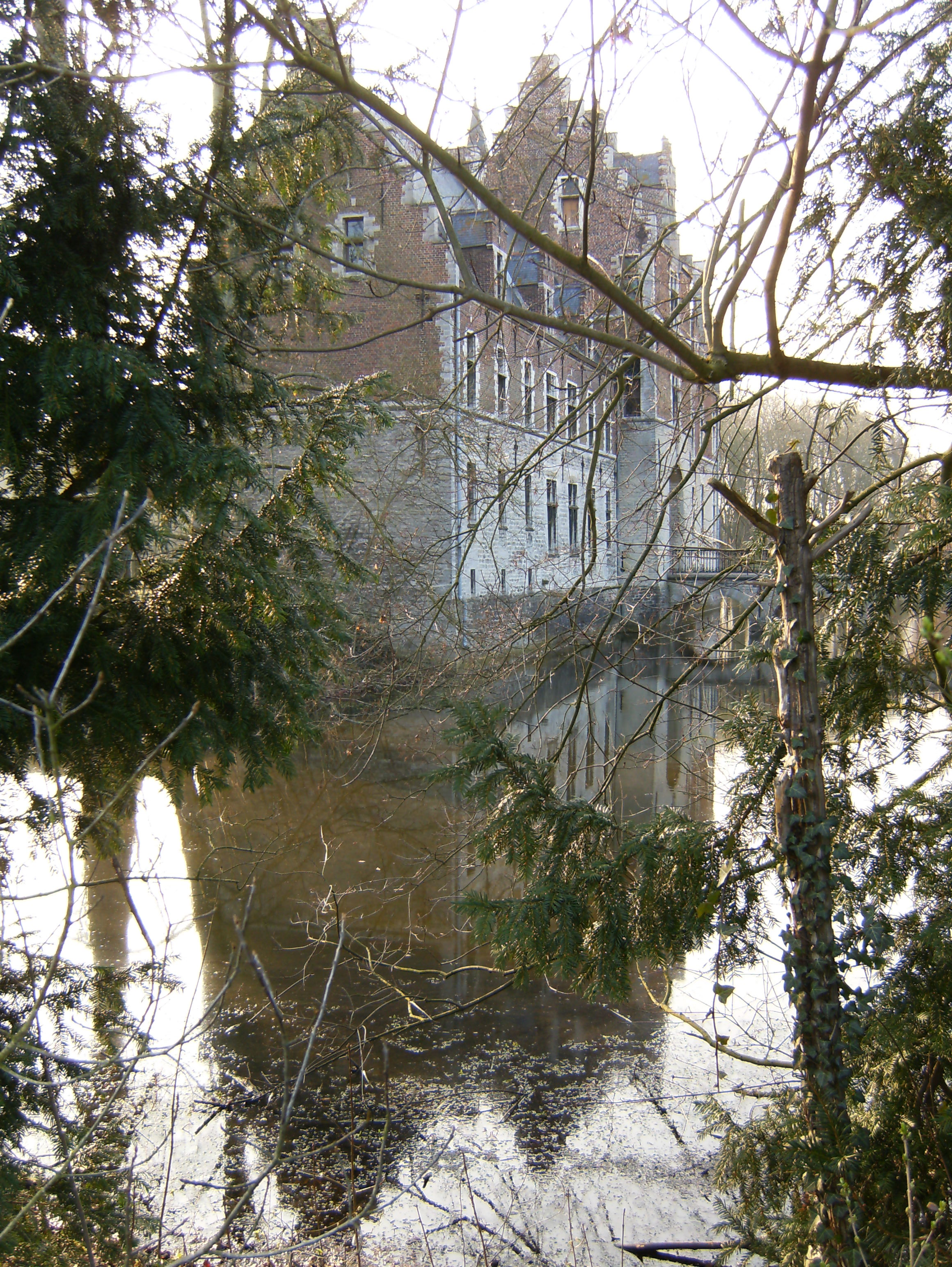
Het Steen in 2012

Herfstlandschap met uitzicht op het Steen is een schilderij van Peter Paul Rubens (1577-1640), bewaard in het museum National Gallery te Londen. Rubens schilderde het werk in 1636.

## De achtergrond
Rubens was een van de meest gerespecteerde Vlaamse barokschilders. Het volume van zijn werk geeft aan dat hij bezeten was door zijn werk en kunst, altijd bezig en reizend en pendelend binnen de hogere kringen. Op hogere leeftijd huwde hij een tweede maal, met Hélène Fourment, en vond een buitenkasteel op het platteland van Elewijt. In "Het Steen" sleet hij zijn laatste levensjaren in een indrukwekkend Brabants landschap. Wat rest er ons nog van het kasteel en het panorama dat Rubens op doek zette?

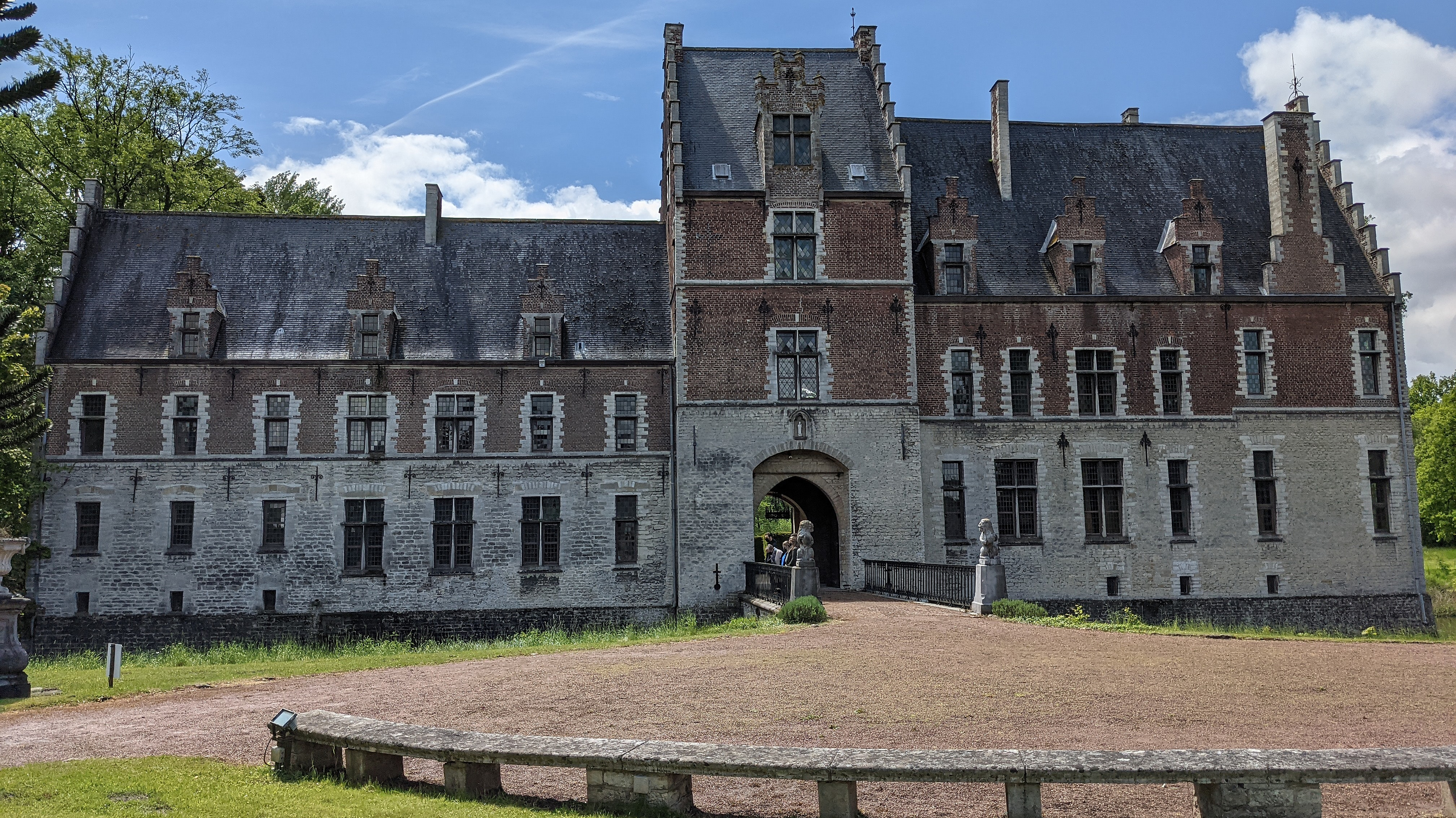
Het Steen in 2021

## Realisme en idealisme
Kunstkenners gaan ervan uit dat Rubens het herfstlandschap in de herfst van 1636 schilderde. Aan de oostkant van het kasteel zette hij het weidse, lichtglooiende landschap ten oosten van het kasteel op het doek, in het licht van een laagstaande ochtendzon. Er lag Rubens en zijn tijdgenoten weinig aan de weergave van de realiteit. Hun doeken kwamen niet tot stand in open lucht. Hooguit tekenden ze een schets op locatie, als voorbereiding van het werk. Landschappen op hun schilderijen hebben weinig van doen met de realiteit maar waren een mengsel van realisme en idealisme. Rubens creëerde zijn eigen Brabantse land, zoals hij dat wilde zien. Hij gaf de weelderige natuur een plaats, de sluipende jager en de boeren met paard en volgeladen kar als verhalende elementen.
Rubens ontving, voor zover bekend, zeer weinig bestellingen voor landschappen. Hij zette de verschillende landschappen in de Elewijtse periode waarschijnlijk voor zijn eigen plezier op doek. "Een herfstlandschap met uitzicht op het Steen" is nooit verkocht voor zijn dood. Het had vermoedelijk een bevoorrechte plek tegen de muren van "Het Steen". Het geraakte in het bezit van een Engelse edelman, Sir George Beaumont (1753-1827), die de schilder John Constable in dienst had. Volgens kunstcritici hadden de landschappen van Rubens invloed op de stijl van de Engelse kunstschilder.

## Het kasteel en zijn omgeving
Na bijna vierhonderd jaar kan men topografisch nog veel herkennen in dit herfstlandschap. Onder meer het houten bruggetje over de plaatselijke Barebeek in Elewijt en de fel meanderende Zenne tussen Eppegem en Weerde. De geometrie van dit alles is niet correct maar aan de horizon zouden de contouren van Mechelen moeten te zien zijn. Anderen beweren bij hoog en bij laag dat hij in zijn kasteel alleen maar aan zijn Antwerpen kan hebben gedacht.
"Het Steen" op het doek heeft veel gelijkenissen met het huidige kasteel. De getrapte zijgevels, het zadeldak met de dakkapellen, de ingangspoort, de brug en de kasteelgracht zijn zowel op het schilderij als in werkelijkheid te zien. Het is opmerkelijk dat dit zo is, ondanks de vele restauraties. Mogelijk schilderde Rubens vanaf het verdwenen donjon bij het kasteel. "Het Steen" heeft immers zijn naam van de vierkante stenen toren die naast het kasteel stond. De toren was voor een deel woonruimte en had uitzicht op de Zennevallei. Waarschijnlijk werd hij afgebroken tijdens de restauratiewerken in de achttiende eeuw. 
In 1754 werd het aanpalend neerhof in U-vorm opgetrokken. De achterzijde werd vernieuwd in Vlaamse neorenaissancestijl. Franse revolutionairen plunderden het kasteel en het werd een tijd als staatsgevangenis gebruikt. Tijdens de Tweede Wereldoorlog kreeg het koetshuis een voltreffer van een bom te verduren en bezette het Duitse leger het kasteelgebouw.

## "Huis van plaisantie"
Peter Paul Rubens was 58 toen hij het Hof ten Steene in Elewijt voor 93 000 gulden kocht. Het was zijn buitenverblijf, zijn huis van plaisantie. Zijn tweede vrouw Hélène Fourment, toen 21 en voor wie hij het waarschijnlijk kocht, zou hem nog vijf kinderen schenken. Rubens stopte zijn carrière als diplomaat maar zijn schildersactiviteiten gingen verder in Antwerpen. Het Rubenskasteel, zoals het nu plaatselijk wordt genoemd, liet hij in renaissancestijl restaureren.
Het enige wat vandaag in "Het Steen" nog aan Rubens herinnert, is een gedenkplaat in de torenhal. Het kasteel is sinds juli 2019 in het bezit van Toerisme Vlaanderen. 
De transfiguratie (1604-05) · Portret van de kunstenaar en zijn vrouw in een prieel van kamperfoelie (1609) · Kruisoprichting (1610) · Kruisafneming (1611) · De verrijzenis van Christus (1611-12) · De vier filosofen (1611-1612) · Het verschijnen van de Heilige Geest aan de Heilige Teresa van Avila (1612-14) · De ontdekking van Romulus en Remus (circa 1613) · De Rockoxtriptiek (1613-15) · De onthoofding van de heilige Catharina van Alexandrië (circa 1615) · Kruisafneming (1616-17) · Oude vrouw en jongen met kaarsen (1616-1617) · Medusa (ca. 1617) · Het aardse paradijs met de zondeval van Adam en Eva (ca. 1617) · De verloren zoon (1618) · De heilige Maria Magdalena in extase (1619-20)· De drie gratiën (1620-23) · Diana en haar nimfen maken zich klaar voor de jacht (1623-24) · Bekering van de H. Bavo (1623-24) · Heilige Rochus door Christus aangesteld tot patroon van de pestlijders (1623-26) · Aanbidding der Koningen (1624) · Portret van Matthaeus Yrsselius (circa 1624) · Tenhemelopneming van Maria (1625-26) · Portret van Anna van Oostenrijk (1625-26) · Angelica en de kluizenaar (1626-28) · De ontvoering van Europa (1628-29) · Laatste Avondmaal (1631-32) · Franciscus van Assisi ontvangt de stigmata (1633) · De roof van de Sabijnse maagden (1634-36) · Dans van dorpelingen en mythische figuren (1635) · Herfstlandschap met uitzicht op het Steen (1636) · De hond van Hercules ontdekt het purper (ca. 1636) · Saturnus verslindt een zoon (ca. 1636-37) · Het pelsken (ca. 1636-38)